# Черч Рок (Њу Мексико)
Черч Рок (енгл. Church Rock) насељено је место без административног статуса у америчкој савезној држави Њу Мексико.

## Демографија
По попису из 2010. године број становника је 1.128, што је 51 (4,7%) становника више него 2000. године.
| Група             | 2000.     | 2010.     |
| Белци             | 7 (0,6%)  | 4 (0,4%)  |
| Афроамериканци    | 1 (0,1%)  | 3 (0,3%)  |
| Азијати           | 0 (0,0%)  | 0 (0,0%)  |
| Хиспаноамериканци | 15 (1,4%) | 41 (3,6%) |
| Укупно            | 1.077     | 1.128     |